# 辽阳壁画墓群
41°18′58″N 123°10′14″E / 41.31611°N 123.17056°E

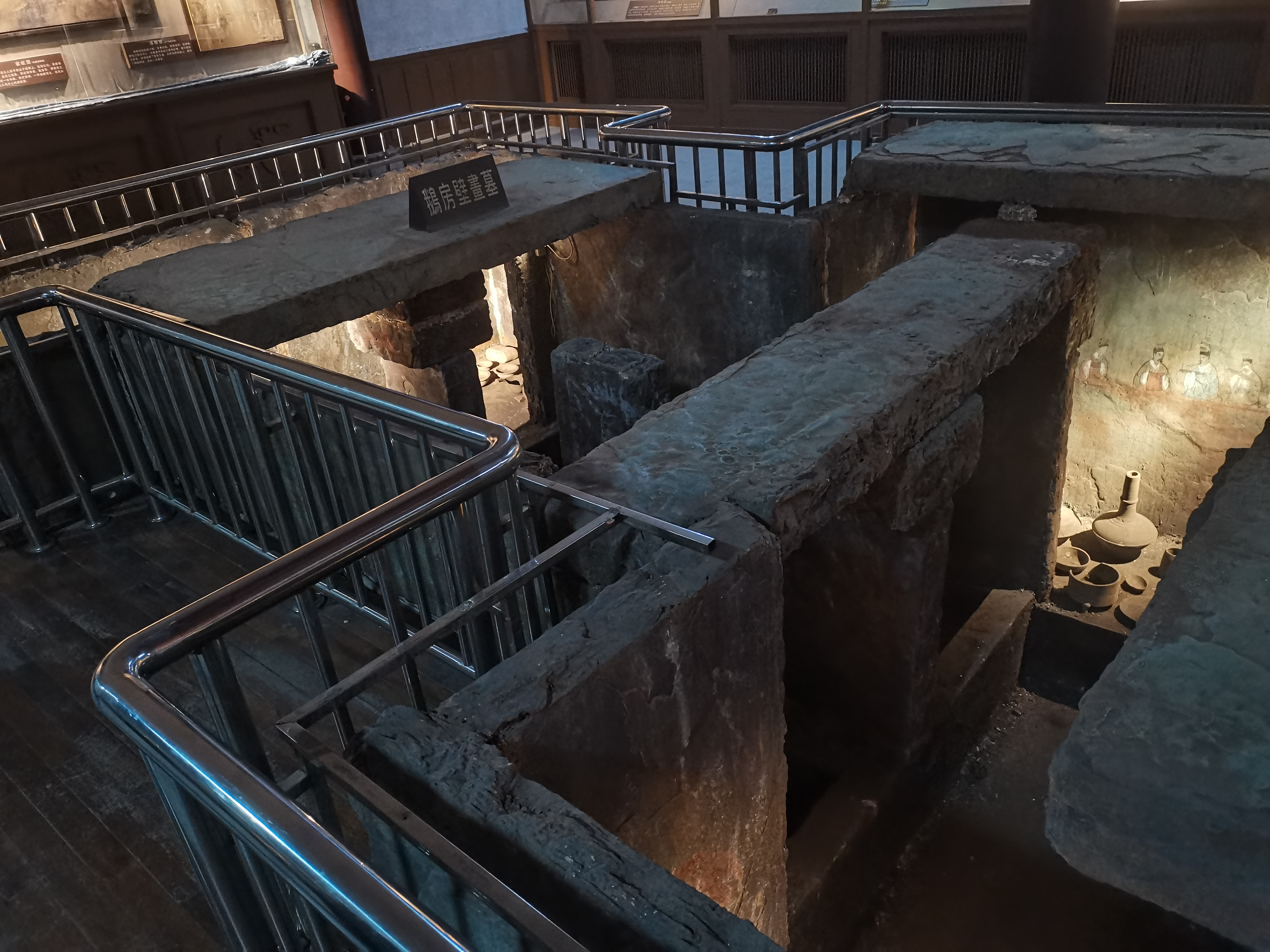
辽阳鹅房壁画墓（复制品），平面呈不规则“工”字形

辽阳壁画墓群位于中华人民共和国辽宁省辽阳市太子河两岸的棒台子、北园、三道壕、小青堆子、东台子、南台子等处，是东汉至魏晋时期的墓葬群。1961年辽阳壁画墓群被列为第一批全国重点文物保护单位。此后2006年、2013年和2019年，又有7处辽阳市的汉魏墓葬被公布为全国重点文物保护单位，归入辽阳壁画墓群中。

## 背景
辽阳地区的壁画墓群形成于东汉末期。东汉末年，社会动荡，诸侯割据。此时由公孙氏统治下的辽东郡（郡城位于襄平，即今辽阳）相对稳定，因此中原不少名士、名流为避战祸而隐居辽东，为辽东地区带来了汉代的礼仪文化制度。辽东地区的经济和文化得到了迅速发展。同时，东汉盛孝道和厚葬之风，察举孝廉制度使得孝道被人们认为是踏上仕途的必经之路。许多人因而竭尽所能为其父母或自己修建坟墓，在墓室的壁画中大量绘制表现生前权势威仪和财富的生活及历史神异形象，以期望获得孝子的声誉，从而有利于仕途。

## 墓葬结构
辽阳壁画墓群原在地表上均有高大的封土堆，部分墓葬进行了清理发掘。已发掘的墓葬均由青色页岩石板构筑，白灰勾缝。壁画墓群的墓顶封土高大，墓室通常低于地表，多为平顶多室结构。墓室主要分为大、小两种类型。大型墓通常包括前室、后室、回廊、左右耳室以及多个棺室，平面呈“亞”字形或方形，长宽约7到8米。年代为东汉末期的棒台子1号墓为辽阳壁画墓中规模最大的一座。棒台子1号墓地面为方锥形的封土，存高7米，底边每面长22米。室中央纵列4组石板分作3个棺室，外围回廊，左右后各突出一小室。计左右宽8米，前后深6.6米，高约1.4米。墓门有石柱4根，石扉3扇。
小型墓由前后室和左右耳室组成，平面呈“工”字形或“丁”字形，长宽一般为4到5米。如鹅房一号墓，平面呈不规则“工”字形，墓室全长4.8米，宽3.48米，高1.48米，由石板所筑，结构分为前后两室和棺室，前室与后室皆绘有壁画，并设有左右两耳室，中间为纵向的长方形棺室，棺室中部以石板相隔分为左右两棺室。
壁画墓多数墓葬为夫妻合葬或家族多人合葬，墓内设有石棺。魏晋时期的墓葬设有尸床，耳室大小不一。随葬器物包括陶器（如井、灶、罐、盘、楼等）、铜器（如带钩、镜子）、金银器（如指环、顶针）、铁器（如剪刀）、骨器（如簪、尺）以及铜钱（如半两、五铢、货泉等）。

## 壁画艺术

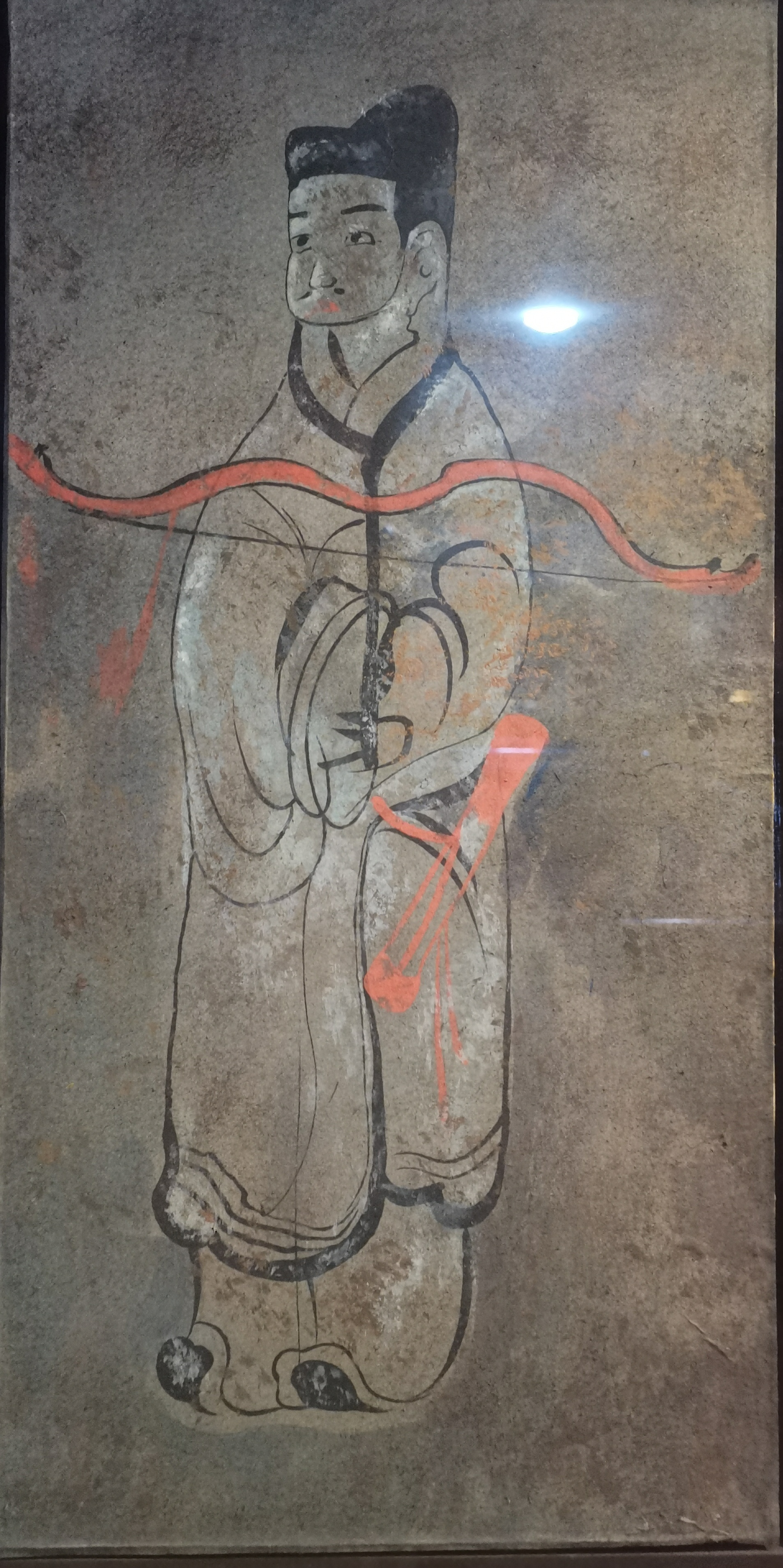
北园三号汉墓《门卒》（复制品 辽阳汉魏壁画馆展）

辽阳壁画墓的壁画直接绘制在石壁上，风格独特。壁画采用毛笔为主要绘画工具，使用朱、绿、黄、橙、紫等矿物质颜料，因而色彩历久不变，发掘时一般都很鲜艳。绘画技法继承了春秋晚期以来的写实夸张传统，并发展了战国至西汉早期的墨线勾勒轮廓再平涂施色的手法。东汉晚期的壁画技法出现了大笔涂刷的写意法、没骨法、白描法，有的画面还使用了渲染法。在构图上，这些壁画摆脱了春秋晚期以来呆板的图案样式，更注重比例和透视关系。

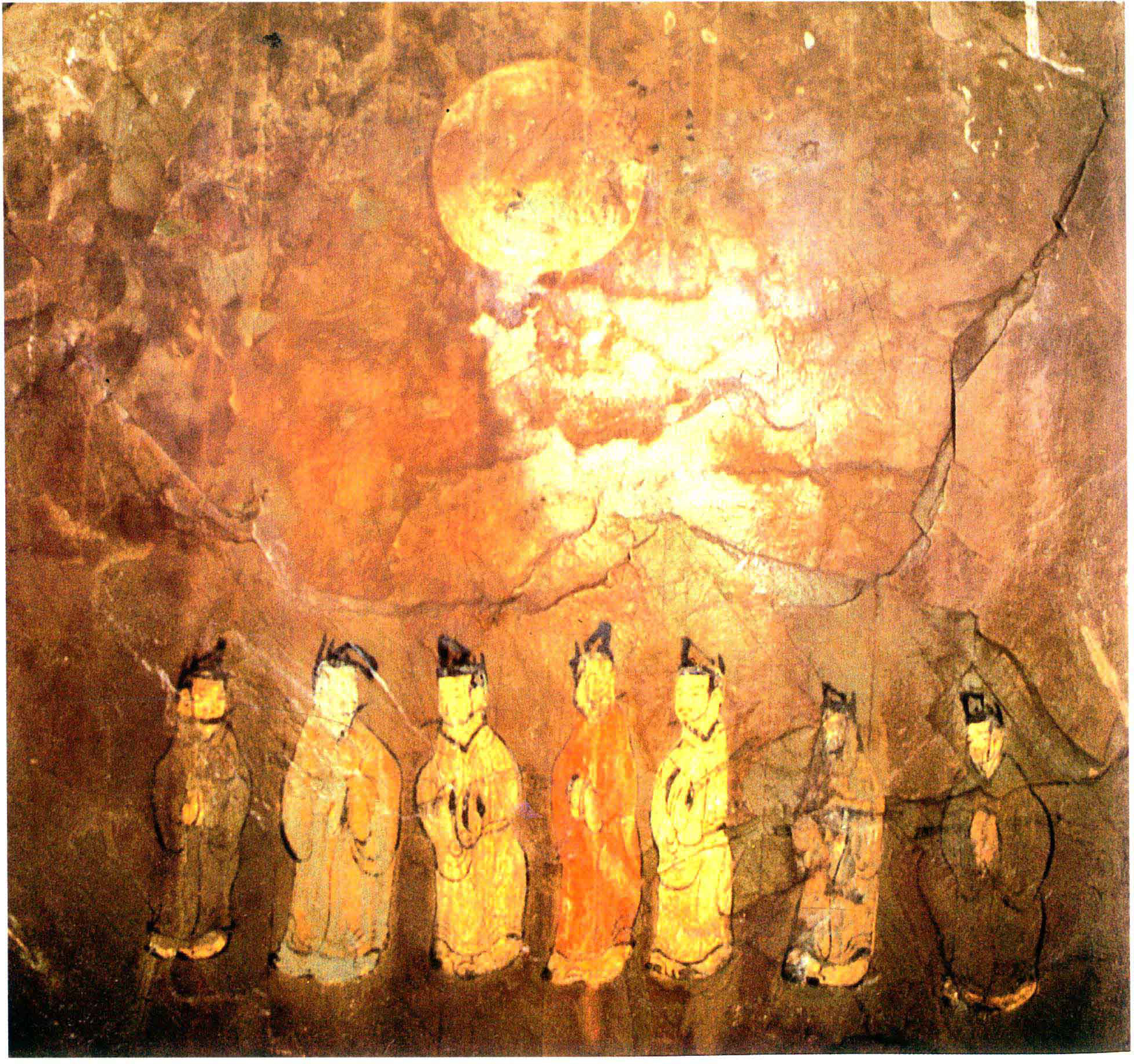
北园三号墓《侍吏图》

辽阳壁画墓在墓室中有规律地配置和布局，既有独幅小画，又有连壁大作，这些作品联系起来又是内容相互连接的组画。例如北园一号墓，墓中有《凤凰楼阁百戏图》《骑从图》《宴饮图》《仓廪图》《斗鸡图》《车马出行图》等壁画，各个壁画组合成一个体系，分开来看则各成独立画幅。
壁画描绘的内容多为饮宴、仓廪、庖厨、楼阁、骑从、车马出行、杂技百戏等。如北园一号墓中最具代表性的壁画《凤凰楼阁百戏图》主题是在一座重檐三层的高大楼阁下举行百戏表演。演员，观赏者，小吏，乐队成员等载歌载舞，反映了这一时期达官贵人的文化娱乐场面。描绘辽东官员出行的棒台子一号墓《车列出行图》，画面长十余米，描绘主人、仆从、武士等人物173位，马127匹，车10辆。棒台屯汉墓中的壁画则描绘了从饲养的家禽到宰杀牛羊的庖厨烹饪场景。

## 发掘与保护

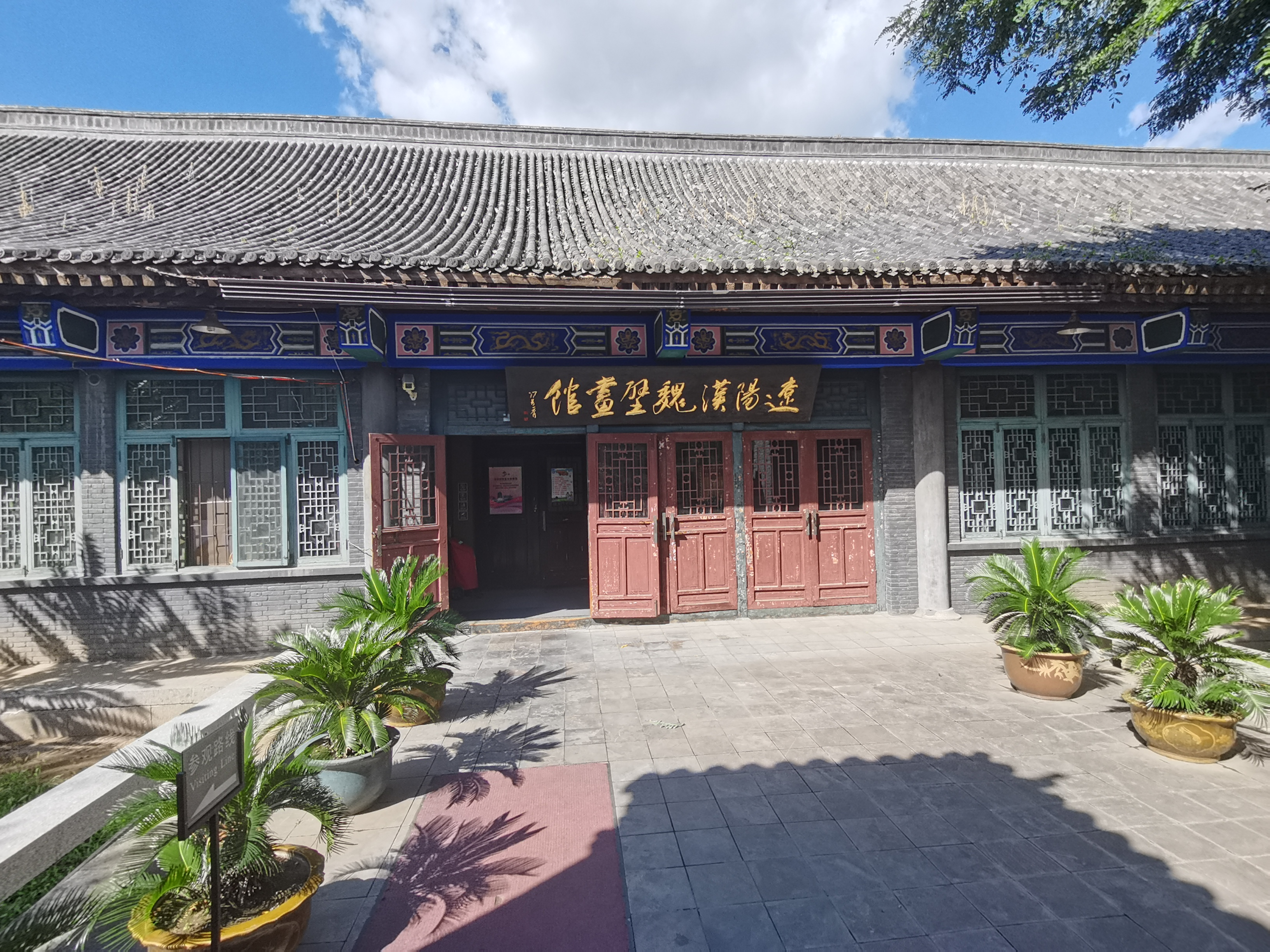
辽阳汉魏壁画馆

1918年，日本人八木奘三郎首次在辽阳城郊发掘出迎水寺壁画墓。中华人民共和国成立后，于1950年代对墓葬进行了部分清理和发掘，专门请画家对重要壁画进行临摹，并对被盗墓室进行封闭保护。同时，辽阳博物馆在区域中设立了辽阳汉魏壁画馆，展出辽阳壁画墓群相关展品。
1961年3月4日，中华人民共和国国务院将棒台子墓、小青堆子墓、北园墓、三道壕墓（1、2号和令支令墓）、三道壕车骑墓、东台子墓，南台子墓列为第一批全国重点文物保护单位辽阳壁画墓群。此后，陆续又有7处墓葬被列入全国重点文物保护单位，并归入辽阳壁画墓群：2006年北园三号墓、鹅房壁画墓被列入第六批全国重点文物保护单位，2013年东门里壁画墓、北园二号墓、南郊路壁画墓，三道壕三号墓被列入第七批全国重点文物保护单位，2019年上王家壁画墓被列入第八批全国重点文物保护单位。